# Список об'єктів Світової спадщини ЮНЕСКО в Австрії
У списку об'єктів Світової спадщини ЮНЕСКО в Австрії налічується 12 найменувань (станом на 2023 рік).
11 об'єктів Світової спадщини в Австрії підпадають під категорію «культурні» та 1 «природний».
1 культурний об'єкт визнаний шедевром людського генія (критерій i).

## Пояснення до списку
У таблицях нижче об'єкти розташовані у хронологічному порядку їх додавання до списку Світової спадщини ЮНЕСКО.
Кольорами у списку позначено:

## Список
У цій таблиці об'єкти розташовані в порядку їх додавання до списку Світової спадщини ЮНЕСКО.
| №  | Зображення | Назва | Місцеположення | Час створення                                   | Час внесення до списку                      | №    | Критерії    |
| -- | ---------- | --- | --- | ----------------------------------------------- | ------------------------------------------- | ---- | ----------- |
| 1  |            | Історичний центр міста Зальцбург (англ. Historic Centre of the City of Salzburg) | Австрія Зальцбург | Середньовіччя — XIX століття                    | 1996                                        | 784  | ii, iv, vi  |
| 2  |            | Палац і сади Шенбрунн (англ. Palace and Gardens of Schönbrunn) | Австрія Відень | XVIII—XIX століття                              | 1996                                        | 786  | i, iv       |
| 3  |            | Культурний ландшафт Гальштат—Дахштайн / [Зальцкаммергут (англ. Hallstatt-Dachstein / Salzkammergut Cultural Landscape) | Австрія Землі Верхня Австрія, Штирія, Зальцбург | 2-ге тисячоліття до н. е. — XX століття         | 1997                                        | 806  | iii, iv     |
| 4  |            | Залізниця Земмерінг (англ. Semmering Railway) | Австрія Між Глогніцом, земля Нижня Австрія, та Земмерінгом, земля Штирія | 1848–1854                                       | 1998                                        | 785  | ii, iv      |
| 5  |            | Місто Грац — історичний центр та замок Еґґенберґ (англ. City of Graz – Historic Centre and Schloss Eggenberg) * Історичний центр * Замок Еґґенберґ | Австрія | Середньовіччя — XVIII століття                  | 1999 (розширено у 2010 році)                | 931  | ii, iv      |
| 6  |            | Культурний ландшафт Вахау (англ. Wachau Cultural Landscape) | Австрія Міста Кремс-ан-дер-Донау і Мельк, Нижня Австрія | XI—XVIII століття                               | 2000                                        | 970  | ii, iv      |
| 7  |            | Культурний ландшафт Ферте / Нойзідлерзее (англ. Fertö / Neusiedlersee Cultural Landscape) | Австрія Земля Бургенланд (спільно з Угорщиною ) | XVIII—XIX століття                              | 2001                                        | 772  | v           |
| 8  |            | Історичний центр Відня (англ. Historic Centre of Vienna) | Австрія Відень | XIX—XX століття                                 | 2001 (з 2017 року знаходиться під загрозою) | 1033 | ii, iv, vi  |
| 9  |            | Букові праліси Карпат та інших регіонів Європи (англ. Ancient and Primeval Beech Forests of the Carpathians and Other Regions of Europe) * Дюрренштей * Калькальпен-Гінтергебірг * Калькальпен-Бодінгґрабен * Калькальпен-Урлах * Калькальпен-Вайлдер Грабен | Австрія (спільно з Албанією , Бельгією , Болгарією , Боснією і Герцеговиною , Іспанією , Італією , Німеччиною , Північною Македонією , Польщею , Румунією , Словаччиною , Словенією , Україною , Францією , Хорватією , Чехією та Швейцарією ) | —                                               | 2007 (розширено у 2011, 2017 та 2021 роках) | 1133 | ix          |
| 10 |            | Доісторичні пальові поселення в Альпах (англ. Prehistoric Pile Dwellings around the Alps) * Койчах-ам-Зее * Абтсдорф I * Абтсдорф III * Ліцльберг Південний * Озеро | Австрія (спільно з Італією , Німеччиною , Словенією , Францією та Швейцарією ) | 5-те тисячоліття до н. е. — V століття до н. е. | 2011                                        | 1363 | iv, v       |
| 11 |            | Кордони Римської імперії — Дунайський лімес (західний сегмент) (англ. Frontiers of the Roman Empire – The Danube Limes (Western Segment)) * Оберранна — невеликий форт * Шльоген — вікус * Шльоген — форт * Гіршляйтенграбен — сторожова вежа * Лінц — поселення Мартінсфельд * Лінц — фортифікаційна споруда Шлоссберг * Енс — вулиця Грейвз * Енс — канаба на південному заході * Енс — Санкт-Лауренц * Енс — канаба на північному заході * Енс — канаба на північному сході * Енс — центральний район табору легіонерів * Енс — табір легіонерів Північний кут * Альбінг — табір легіонерів * Вальзее — форт * Вальзее — невеликий форт * Ібс — малий форт * Пехларн — форт Підкова Західна вежа * Пехларн — центральна частина форту * Пехларн — форт Підкова Східна вежа * Пехларн — лазні вікуса та форту * Блашаусграбен — сторожова вежа * Санкт-Йоганн-ім-Мауертале — сторожова вежа * Бахарнсдорф — сторожова вежа * Санкт-Лоренц — сторожова вежа * Віндшталльграбен — сторожова вежа * Маутерн — західна частина форту * Маутерн — східна частина форту * Трайсмаєр — південно-західна вежа форту * Трайсмауер — малий форт * Трайсмауер — центральна частина форту * Трайсмауер — форт Підковоподібна вежа * Трайсмауер — форт Римська брама * Цвентендорф — форт, вікус, кладовища * Тульн — форт Підкова * Тульн — центральна частина форту * Цайзельмауер — невеликий форт * Цайзельмауер — центральна частина форту * Цайзельмауер — форт Підкова * Цейзельмауер — форт Кастентор, віялова вежа, східна стіна * Клостернойбург — форт і вікус * Відень — Західна канаба та могильник * Відень — канаба на південному заході * Відень — Периметр табору Легіону * Відень — центральна частина табору легіону * Відень — центральна частина табору легіонерів * Карнунт — табір легіону, форт, укріплення, цивільне місто, вікуси, кладовища | Австрія (спільно з Німеччиною та Словаччиною ) | I століття                                      | 2021                                        | 1608 | ii, iii, iv |
| 12 |            | Великі курортні міста Європи (англ. The Great Spa Towns of Europe) * Баден | Австрія (спільно з Бельгією , Великою Британією , Італією , Німеччиною , Францією та Чехією ) | XVIII—XX століття                               | 2021                                        | 1613 | ii, iii     |

## Нематеріальні об'єкти
| №  | Зображення | Назва | Час внесення до списку | №    |
| -- | ---------- | --- | ---------------------- | ---- |
| 1  |            | Шеменлауфен, карнавал в Імсті, Австрія                                                                                              | 2012                   | 726  |
| 2  |            | Класична верхова їзда та Вища школа Іспанської школи верхової їзди у Відні                                                          | 2015                   | 1106 |
| 3  |            | Регіональні центри народних промислів: стратегія збереження культурної спадщини традиційного ремесла                                | 2016                   | 1169 |
| 4  |            | Блаудрук/Модротиск/Кекфестес/Модротлач, блоковий друк із захисним покриттям та фарбуванню індиго в Європі                           | 2018                   | 1365 |
| 5  |            | Управління лавинним ризиком | 2018                   | 1380 |
| 6  |            | Відгінне скотарство, сезонний перегін худоби міграційними шляхами в Середземномор’ї та Альпах                                       | 2019                   | 1470 |
| 7  |            | Ремісничі техніки та звичайні практики соборних майстерень, або Баугюттен, у Європі, ноу-хау, передача, розвиток знань та інновації | 2020                   | 1558 |
| 8  |            | Соколине полювання, жива людська спадщина                                                                                           | 2021                   | 1708 |
| 9  |            | Традиції розведення коней породи ліпіцанер                                                                                          | 2022                   | 1687 |
| 10 |            | Лісосплав | 2022                   | 1866 |

## Об'єкти, які запропоновано включити до списку
| №  | Зображення | Назва                                              | Розташування                        | Час подачі заявки | № заявки | Критерії                     |
| -- | ---------- | -------------------------------------------------- | ----------------------------------- | ----------------- | -------- | ---------------------------- |
| 1  |            | Брегенцький ліс                                    | земля Форарльберг                   | 1994              | 27       | (iv), (v)                    |
| 2  |            | Кремсмюнстерське абатство                          | земля Верхня Австрія                | 1994              | 28       | (i), (ii), (iii), (iv), (vi) |
| 3  |            | Монастир Гайліґенкройц                             | земля Нижня Австрія                 | 1994              | 30       | (i), (ii), (iii), (iv)       |
| 4  |            | Замок Гохостервіц                                  | земля Каринтія                      | 1994              | 31       | (i), (iii), (iv)             |
| 5  |            | Собор у Ґурку                                      | земля Каринтія                      | 1994              | 32       | (i), (iii), (iv)             |
| 6  |            | Культурний ландшафт «Інсбрук-Нордкетте/Карвендель» | земля Тіроль                        | 2002              | 19       | (i), (ii), (iii), (iv)       |
| 7  |            | Залізна стежка з Ерцбергом і старим містом Штайр   | земля Верхня Австрія                | 2002              | 20       | (i), (ii), (iii), (iv)       |
| 8  |            | Національний парк «Високий Тауерн»                 | землі Зальцбург, Каринтія та Тіроль | 2003              | 1645     | (vii), (viii), (ix), (x)     |
| 9  |            | Галль-ін-Тіроль – Монетний двір                    | земля Тіроль                        | 2013              | 5801     | (i), (ii), (iv)              |
| 10 |            | Високогірна дорога Ґросґлокнер                     | землі Зальцбург та Каринтія         | 2016              | 6074     | (i), (ii), (iv)              |